# Matagalpa megye
Matagalpa egy megye Nicaraguában. A fővárosa Matagalpa .

## Földrajz
Az ország délnyugati részén található. Megyeszékhely: Matagalpa 
13 tartományból áll:
1. Ciudad Darío
2. Esquipulas
3. Matagalpa
4. Matiguas
5. Muy Muy
6. Rancho Grande
7. Río Blanco
8. San Dionisio
9. San Isidro
10. San Ramón
11. Sébaco
12. Terrabona
13. Tuma-La Dalia

## Történelem

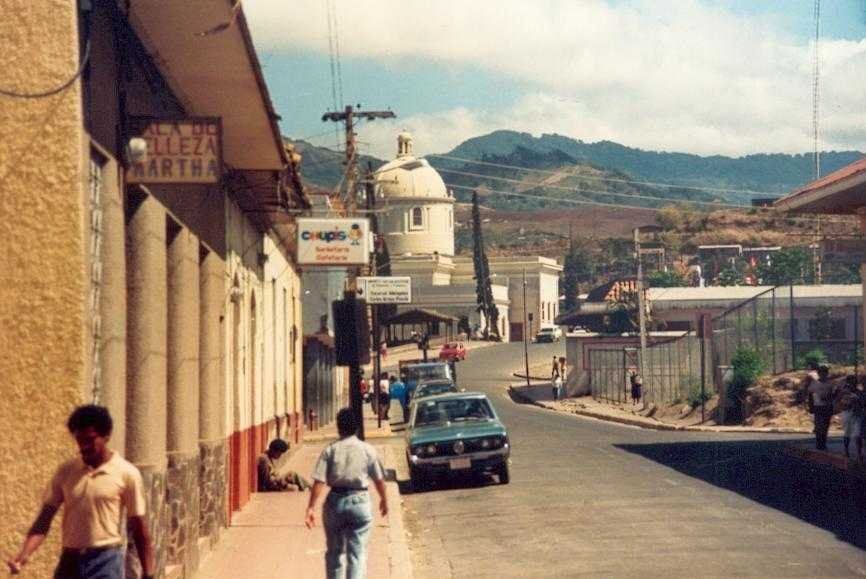
Utca Matagalpában